# تنویر احمد
تنویر احمد (اردو: تنویر احمد؛ زادهٔ ۱۵ آوریل ۱۹۷۶) بازیکن سابق و مربی فوتبال اهل پاکستان است.
وی همچنین در تیم‌های ملی فوتبال زیر ۲۳ سال پاکستان و پاکستان بازی کرده است.